# Ensayo de cambio en la corrida electroforética
El ensayo de cambio en la corrida electroforética o EMSA por sus iniciales en inglés (electrophoretic mobility shift assay) es una técnica utilizada para investigar interacciones entre proteínas y ADN o ARN. La técnica se basa en una corrida electroforética entre fragmentos de ADN o ARN marcados y la presencia de extractos celulares. El ensayo básico para el ADN consiste en un carril solo con el fragmento de ADN de interés marcado, un segundo carril con el mismo ADN más proteínas que, en las condiciones dadas, no interaccionan con el mismo, y el tercer carril conteniendo el mismo fragmento de ADN más las proteínas con supuesta interacción con esa secuencia. Dependiendo del resultado del tercer carril se puede determinar si existió o no interacción. Un fragmento de ADN interaccionando con proteínas tiende a recorrer menos distancia a través del gel en el mismo tiempo que en los carriles 1 o 2, y por lo tanto se debería ver retrasado.
Esta técnica está basada en los trabajos de Garner y Revzin y Fried y Crothers